# Streptocarpus montanus
Streptocarpus montanus är en tvåhjärtbladig växtart som beskrevs av Oliver. Streptocarpus montanus ingår i släktet Streptocarpus och familjen Gesneriaceae. Inga underarter finns listade i Catalogue of Life.